# RAM 카고
RAM 카고(영어: Royal Air Marco Cargo, RAM Cargo)는 모로코의 화물 항공사로 2010년 1월에 모로코 정부로부터 선정되어 설립 했으며 로열 에어 모로코의 자회사에 해당된다. 허브 공항은 무함마드 5세 국제공항을 사용하고 있다.

## 운항 노선
- 2020년 11월 기준으로 RAM 카고는 다음과 같이 운항하고 있다.

## 보유 기종
- 2020년 11월 기준으로 RAM 카고는 다음과 같이 보유하고 있다.

## 같이 보기
- 로열 에어 모로코